# 스티브 맥네어

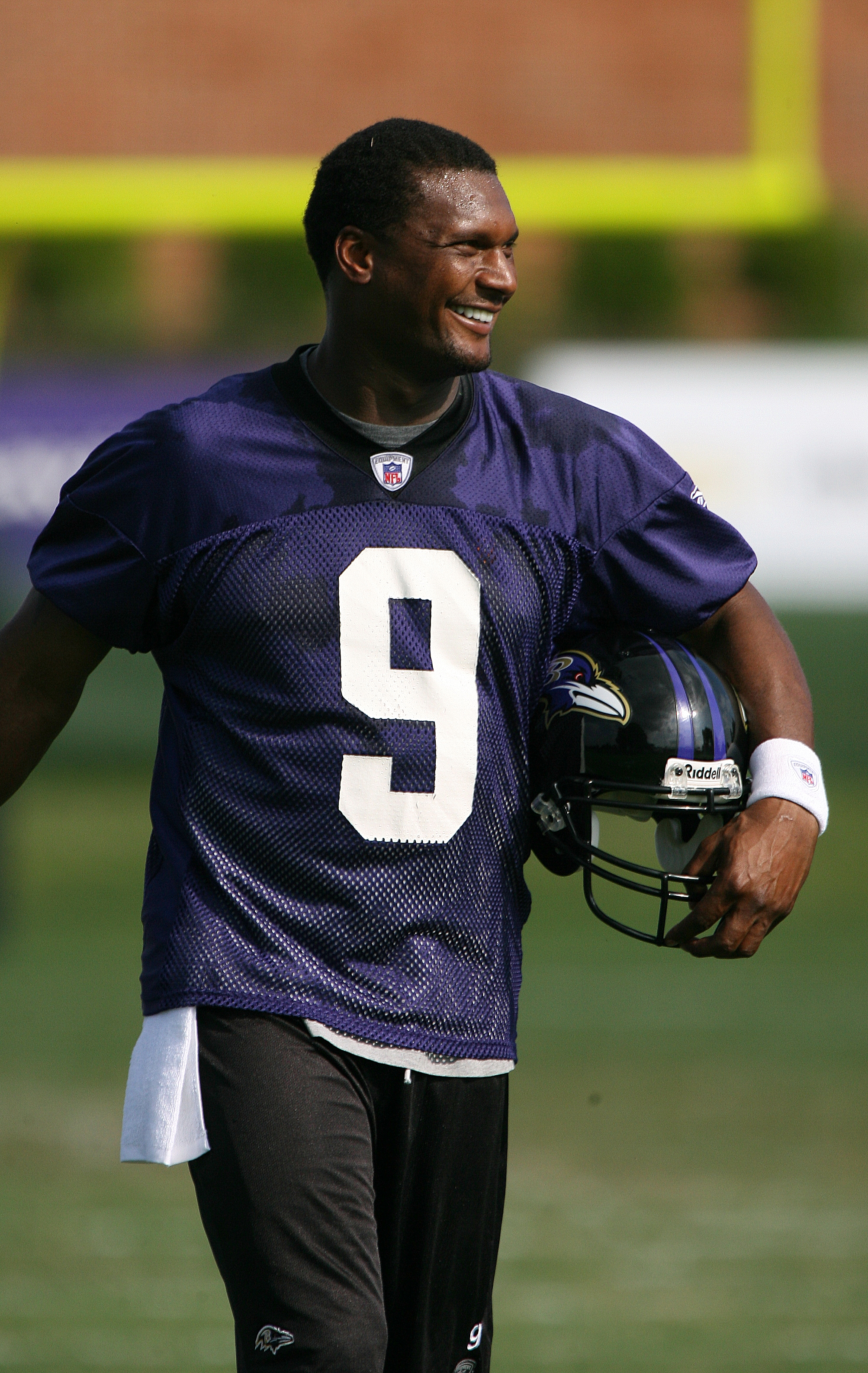
스티브 맥네어

스티브 맥네어(Steve McNair, 1973년 2월 14일 미시시피주 마운트올리브 ~ 2009년 7월 4일 테네시주 내슈빌)은 미국의 미식축구 선수로, 포지션은 쿼터백이었으며 등번호는 9번이었다. 1995년 휴스턴 오일러스(현재의 테네시 타이탄스)에 입단하면서 데뷔했고 2006년부터 2007년까지 볼티모어 레이번스 소속으로 뛰었다.
2008년 4월 현역 은퇴를 선언했으며 2009년 7월 4일 테네시주 내슈빌에서 사헬 카제미(Sahel Kazemi, 당시 20세 여성)가 쏜 총에 맞아 살해되었다.